# Philippe Pergola
Philippe Pergola est un historien et archéologue, spécialiste de l'Antiquité tardive et du haut Moyen Âge et écrivain français contemporain. Son roman Isula - La mer en plus... la mer en trop est paru en 2017 (éditions Fior di Carta), premier d'une trilogie.

## Biographie
Philippe Pergola est né le 1er juin 1953 à Corte (Corse).

### Études
Philippe Pergola a effectué son parcours universitaire et intellectuel en France et en Italie.
Après des études effectuées au lycée Pascal Paoli de Corte puis au lycée Saint-Joseph d'Avignon, il fréquente l'Sapienza Università di Roma de 1971 à 1979, année où il obtient le grade de docteur ès lettres. En France il obtient tout d'abord l'équivalence d'un D.E.A. en Histoire ancienne, en se spécialisant dans l'« Histoire et l'Archéologie Antiquité tardive », à l'Université de Provence. Il rejoindra l’Institut Pontifical d’Archéologie Chrétienne (Pontificio Istituto di Archeologia Cristiana PIAC) où il soutient en 1983, sa Thèse de Doctorat en archéologie chrétienne, avec la mention « Summa cum Laude ».
Son cursus français se traduit par une thèse de Doctorat de Troisième Cycle en 1982, un mémoire de troisième année de l’École française de Rome présenté à l’Académie des Inscriptions et Belles Lettres en 1984, enfin une thèse de doctorat d’État en 1992.

### Carrière
- Il est bibliothécaire du Centre d’Études Saint Louis de France (Ambassade de France près le Saint-Siège) de 1974 à 1976,
- membre de l'École française de Rome de 1981 à 1984,
- professeur en 1984 de « Topographie chrétienne » au Pontificio Istituto di Archeologia Cristiana où il était assistant depuis 1974,
- chargé de Recherche au C.N.R.S., de 1985 à 2002,
- directeur de Recherche au C.N.R.S. de deuxième classe depuis octobre 2002, de première classe depuis octobre 2014,
- vice-président (1993), président (1994), directeur (1994-1996) de l’Institut International d’Etudes Ligures à Bordighera,
- président de l’Unione Internazionale degli Istituti di Archeologia, Storia e Storia dell’Arte di Roma (2001-2003),
- recteur de l'Institut Pontifical d'Archéologie Chrétienne à Rome de 1998 à 2004 avant d'en devenir le doyen (2004-2007 et depuis 2013).
- membre, depuis 2008, du Conseil de Laboratoire du Laboratoire d’Archéologie Médiévale et Moderne en Méditerranée - Maison Méditerranéenne des Sciences de l’Homme - Université d’Aix-Marseille,
- membre élu du Conseil Scientifique de l’École doctorale ED 355 (Espaces, Cultures Sociétés), Université d’Aix-Marseille depuis 2015,
- membre correspondant de la Reial Acadèmia de Bones Lletres de Barcelona, de la Pontificia Accademia Romana di Archeologia et de l’Instituto Balear de la Historia.

Par ailleurs, Philippe Pergola est aussi un « homme de terrain ». Son activité d'archéologue s'est traduite par la direction et la coordination de plus de cent chantiers de fouilles, par moitié en Corse et en Italie.

### Décorations
- Chevalier de l’Ordre National du Mérite
- Chevalier dans l’Ordre des Palmes Académiques

## Publications
Parmi les nombreuses monographies, directions d'ouvrages, de mélanges, de collections, ou de numéros thématiques de revues, introductions et préfaces d'ouvrages dirigés ou non, articles et chapitres d'ouvrages parus, citons :
- Topographie chrétienne des cités de la Gaule. 2, / La Corse - Imprimerie et publication de Boccard, Paris 1986.
- (dir.), avec Cinzia Vismara, Castellu (Haute-Corse), un établissement rural de l'Antiquité tardive. Éditions de la Maison des sciences de l'homme, Paris 1989.
- avec Federico Guidobaldi, Carlo Pavolini : I materiali residui nello scavo archeologico : testi preliminari e atti della tavola rotonda, Roma, 16 marzo 1996 / organizzata dall'École française de Rome e dalla Sezione romana Nino Lamboglia dell'Istituto internazionale di studi liguri ; in collab. con la Soprintendenza archeologica di Roma e la Escuela española de historia y arqueología ; con la collab. di Palmira Maria Barbini. Publication : École française de Rome ; Paris : diff. de Boccard, 1999 - Imprimé en Italie, Collection de l'École française de Rome.
- Le catacombe romane : storia e topografia ; catalogo a cura di Palmira Maria Barbini Roma : Carocci, impr. 1999.
- Seminari di archeologia cristiana. Giornata tematica (1998 ; Rome) : Les premiers baptistères des Gaules (IVe siècle-VIIIe siècle) / Jean Guyon ; avec un introduction de Philippe Pergola e Letizia Pani Ermini - Publication : Unione internazionale degli istituti di archeologia, storia e storia dell'arte in Roma, 2000  Collection : Conferenze - Unione internazionale degli istituti di archeologia, storia e storia dell'arte in Roma.
- Alle origini della parrocchia rurale (IVe siècle-VIIIe siècle) : atti della giornata tematica dei seminari di archeologia cristiana (École française de Rome, 19 marzo 1998) - Publication : Città del Vaticano : Pontificio Istituto di archeologia cristiana, 1999  Collection : Sussidi allo studio delle Antichità cristiane.
- (dir.), avec Daniel Istria, Corsica christiana, 2000 ans de christianisme, catalogue de l’exposition du musée de la Corse à Corte, Ajaccio, 2001, 2 vol., 461 p., 1 CD-Rom.
- avec Riccardo Santangeli Valenzani e Rita Volpe : Suburbium, il suburdio di Roma dalla crisi del sistema delle ville a Gregorio Magno -  Publication : École française de Rome ; [Paris] : [diff. De Boccard], 2003 - Éditeur : École française de Rome.
- avec R. Harreither, R. Pillinger,... [et al.] : Akten des XIV. Internationalen Kongresses für Christliche Archäologie, Vindobonae, 19/26-09-1999 Vienne : frühes Christentum zwischen Rom und Konstantinopel - Publication : Città del Vaticano : Pontificio Istituto di archeologia cristiana ; Wien : Österreichische Akademie der Wissenschaften, impr. 2006 - Collection Studi di antichità cristiana / pubblicati a cura del Pontificio Istituto di archeologia cristiana ; Archäologische Forschungen / Österreichische Akademie der Wissenschaften, Philosophisch-Historische Klasse.
- avec Didier Binder et Xavier Delestre : Archéologies transfrontalières : Alpes du Sud, Côte d'Azur, Piémont et Ligurie : bilan et perspectives de recherche : actes du colloque de Nice, 13-15 décembre 2007 - Publication, édition du Musée d'anthropologie préhistorique de Monaco, 2008 -  Collection : Bulletin du Musée d'anthropologie préhistorique de Monaco.
- avec Fabrizio Bisconti et Lucrezia Ungaro, Pasquale Testini : scritti di archeologia cristiana : le immagini, i luoghi, i contesti /  Publication : Pontificio istituto di archeologia cristiana, Città del Vaticano, impr. 2009 - Collection : Sussidi allo studio delle antichità cristiane.
- avec Olof Brandt : Marmoribus vestita : miscellanea in onore di Federico Guidobaldi - Publication : Pontificio istituto di archeologia cristiana, Città del Vaticano, 2011 - Collection : Studi di antichità cristiana.
- avec Jacques Rebières : Conserver, étudier, protéger, valoriser le patrimoine en milieu isolé [Ressource électronique] : Bastia-Lucciana, 9-12 octobre 2008 - Publication : Laboratoire de conservation, restauration et recherches, Draguignan 2012.
- avec Demetrios Michaelides et Enrico Zanini : The insular system of the Early Byzantine Mediterranean : archaeology and history -Publication : Oxford (GB) : Archaeopress, 2013  Collection : BAR. International series ; 2523 ; Limina/Limites : archeologie, storie, isole e frontiere nel Mediterraneo.